# Un honnête commerçant
Un honnête commerçant est un film belge réalisé par Philippe Blasband sorti en 2002.

## Synopsis
La police interroge Hubert Verkamen, soupçonné d'avoir tué toute une famille. Celui-ci a beau se présenter comme un honnête commerçant, les flics savent pertinemment qu'il n'est rien d'autre qu'un dangereux trafiquant de drogue.

N'ayant jamais réussi à le coincer, ils se réjouissent d'avoir enfin l'occasion de l'arrêter et tentent par tous les moyens de le faire parler, de l'avoir à l'usure. Mais rien n'y fait, la manipulation n'est pas là où on l'attendait.

## Fiche technique
- Réalisation : Philippe Blasband
- Scénario : Philippe Blasband
- Production: Artemis Productions, Samsa Films et la RTBF
- Musique originale : Daan Stuyven (comme Daan)
- Date de sortie : 11 septembre 2002
- Durée : 86 minutes

## Distribution

Philippe Noiret dans le tournage

- Benoît Verhaert : Hubert Verkamen, le suspect interrogé
- Philippe Noiret : Louis Chevalier, un ponte de la drogue
- Yolande Moreau : L'inspecteur Chantal Bex, qui interroge Verkamen
- Frédéric Bodson : L'inspecteur Jean Denoote, qui interroge Verkamen
- Serge Larivière : L'inspecteur Patrice Mercier, qui interroge Verkamen
- Patrick Hastert : Raoul
- Jean-Michel Vovk : Le tueur chauve
- Philippe Jeusette : Le tueur nerveux
- Frédéric Topart : Le tueur baraqué
- Marie-Anne Lorgé : La secrétaire
- Olindo Bolzan : Jean-François Samson, la victime
- Lucas van den Eijnde : Le Hollandais
- Michel Bogen : Jean-Louis
- Alain Holtgen : L'employé des contributions rondouillard
- Rachel Besonhé : L'employée des contributions maigre
- Nathalie Laroche : Nadine Verkamen, l'épouse infidèle d'Hubert
- David Quertigniez : L'amant de Nadine
- Nicolas Combe : Francis
- Hervé Sogne : Le dealer
- Rachid Benbouchta : Person
- Laïla Amezian : La conductrice en panne

## Nomination
- 2002 : nommé dans la catégorie Grand Prix des Amériques au festival des films du monde de Montréal